# Savigneux (Ain)
Savigneux è un comune francese di 1 207 abitanti situato nel dipartimento dell'Ain della regione dell'Alvernia-Rodano-Alpi.

## Società

### Evoluzione demografica
Abitanti censiti